# Entoloma austroprunicolor
Entoloma austroprunicolor é uma espécie de fungo agárico da família Entolomataceae. Descrita como nova para a ciência em 2007, é encontrada na Tasmânia, onde frutifica no solo de florestas úmidas de esclerófilas no final da primavera até o início do inverno (geralmente entre janeiro e março). Os basidiomas têm píleos roxo-avermelhados medindo até 5 cm de diâmetro, sustentados por estipes esbranquiçados medindo de 3 a 7,5 cm de comprimento por 0,2 a 0,6 cm de espessura. Na parte inferior do píleo, as lamelas aglomeradas são inicialmente brancas antes de se tornarem rosadas à medida que os esporos amadurecem.

## Taxonomia
A espécie foi descrita formalmente pela primeira vez em 2007 pela micologista australiana Genevieve Gates e pelo micologista holandês Machiel Noordeloos, a partir de coletas feitas na Tasmânia, Austrália. O epíteto específico austroprunicolor é derivado do prefixo latim austro, que significa "sul", e prunicolor, que significa "cor de ameixa". A coleta do holótipo foi feita em janeiro de 2002 em Kermandie Falls, perto de Geeveston, no sul da Tasmânia. A espécie foi descoberta como resultado de uma intensa pesquisa de campo, conduzida por Gates e David Ratkowsky, iniciada em 1998. Percebendo que muitas espécies de Entolomataceae da Tasmânia não estavam descritas, eles e seus colaboradores publicaram uma série de artigos documentando os novos fungos.
Dentro do gênero Entoloma [en], o fungo é classificado no subgênero Leptonia, seção Cyanula, por causa de seu hábito, hifas sem fíbulas e abundantes grânulos de pigmento. Noordeloos e Gates o colocam na estirpe (um agrupamento de espécies relacionadas dentro de um gênero) Austroprunicolor, caracterizada por cogumelos com um píleo rosa violáceo ou azul que contrasta com um estipe pálido, esbranquiçado e polido.

## Descrição
O píleo mede de 1 a 5 cm de diâmetro e é convexo ou umbonado (com uma elevação central arredondada semelhante a um mamilo); é roxo-azulado quando jovem, antes de se tornar roxo-avermelhado e, por fim, desbotar para uma cor mais cinza-arroxeada. A textura da superfície do píleo é inicialmente fibrilosa (feita de fibras soltas) a veludosa (feita de "pelos" curtos e finos que formam uma superfície aveludada) e depois se divide em pequenas escamulas (pequenas escamas) fibrilosas dispostas radialmente à medida que amadurece. A margem do píleo se curva para baixo. As lamelas são muito próximas umas das outras, com até 6 mm de largura, e têm uma fixação adnata ao estipe; inicialmente são brancas, antes de ficarem tingidas de rosa devido ao desenvolvimento dos esporos. O estipe cilíndrico fino mede de 3 a 7,5 cm de comprimento e 0,2 a 0,6 cm de largura, com uma base ligeiramente mais espessa; é seco e quebradiço, oco e branco ou quase branco. A carne é roxa no píleo e branca no estipe. O cheiro e o sabor são indistintos, embora o último tenha sido descrito como apimentado ou semelhante a um rabanete. Sua comestibilidade é desconhecida.

### Características microscópicas
A esporada é rosa, e os esporos medem de 10 a 13 por 6 a 9 μm. Eles são heterodiamétricos (com diâmetros diferentes em direções diferentes), possuindo entre 6 e 8 ângulos pronunciados. Os basídios (células portadoras de esporos) têm quatro esporos, não possuem fíbulas e medem de 33 a 40 por 9 a 14 μm. Localizados na borda da lamela, os queilocistídios, inconspícuos e de paredes finas, medem de 20 a 30 por 5 a 9 μm e têm formas que variam de cilindros irregulares a clavas estreitas e frascos. A pileipellis está disposta na forma de uma cutis (com hifas curvadas que correm paralelamente à superfície do píleo) a uma tricoderma (em que as hifas mais externas emergem aproximadamente paralelas, perpendiculares à superfície do píleo), compreendendo hifas cilíndricas a infladas que têm até 20 μm de largura. O tecido do píleo é feito de hifas cilíndricas estreitas com 4,5 a 9 μm de diâmetro. Elas contêm grânulos que têm um pigmento marrom-púrpura. A cutícula do estipe é formada por hifas cilíndricas, frouxamente dispostas, medindo de 2 a 7 μm. As fíbulas estão ausentes nas hifas.

### Espécies semelhantes

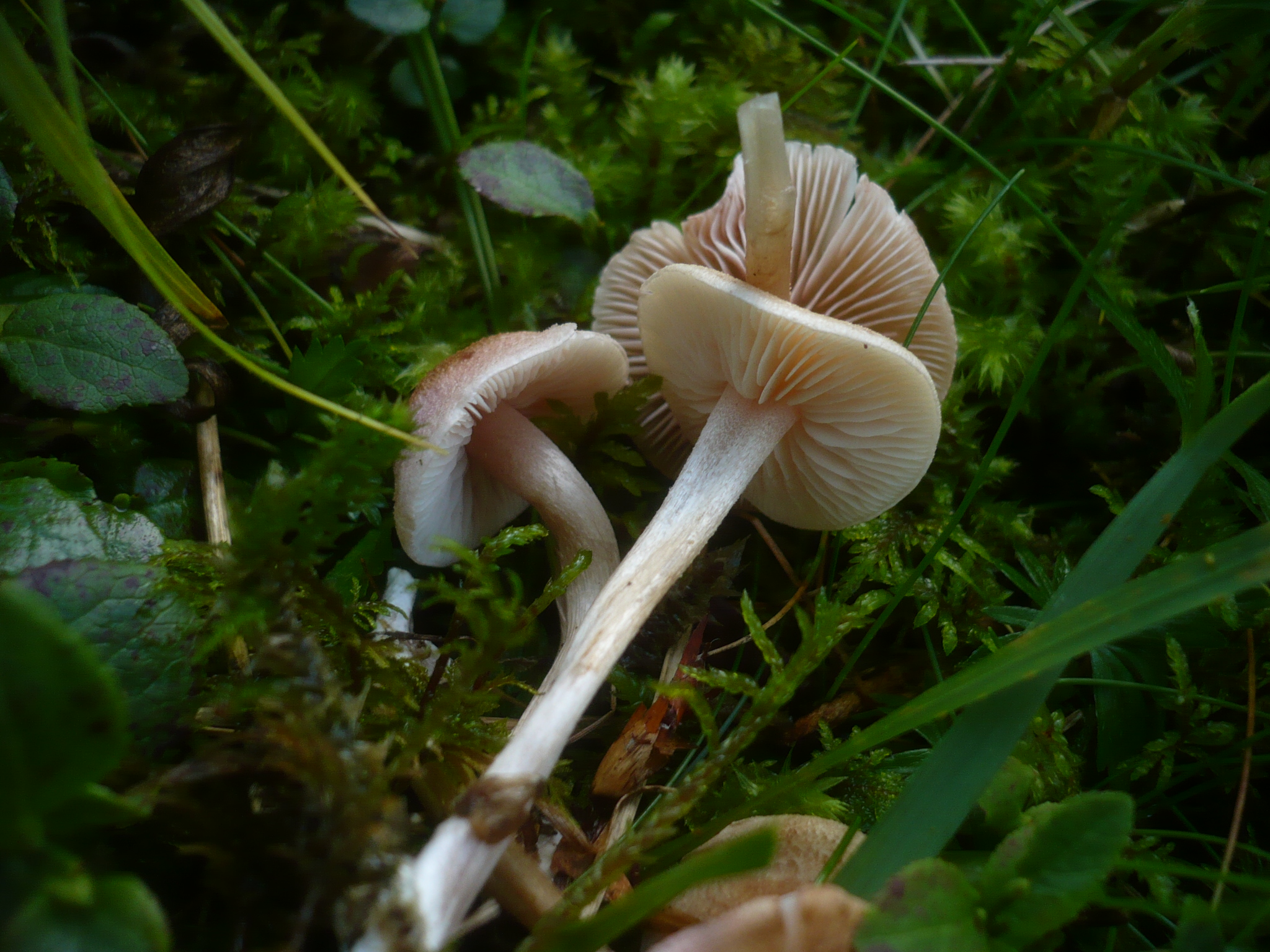
Entoloma queletii

A Entoloma austroprunicolor se assemelha à espécie europeia E. queletii, mas o píleo dessa última espécie desbota para uma cor ocre e tem um estipe fibriloso branco. Microscopicamente, as bordas de suas lamelas têm queilocistídios bem diferenciados.

## Hábitat e distribuição
O cogumelo Entoloma austroprunicolor é de ocorrência comum em florestas úmidas de esclerófilas na Tasmânia. A frutificação ocorre do final da primavera ao início do inverno, com a maioria dos cogumelos registrados entre os meses de janeiro e março. Em um estudo sobre a distribuição de espécies de cogumelos nessa área, verificou-se que ele ocorre apenas em florestas maduras ou não cortadas.